# Paul Barrett (Schauspieler)
Paul Barrett (geb. in Chester) ist ein britischer Schauspieler.

## Leben
Barrett wurde in Chester im Nordwesten Englands nahe der Grenze zu Wales geboren und verbrachte den Großteil seiner Kindheit im Iran. Ab Mitte der 1980er Jahre war Barrett in divseren TV- und Kinoproduktionen zu sehen, darunter internationale Projekte wie die von Luc Besson produzierten Filme Kiss of the Dragon (2001) und Hitman – Jeder stirbt alleine (2007).

## Filmografie (Auswahl)
- 2001: Kiss of the Dragon
- 2001: Relic Hunter – Die Schatzjägerin (Relic Hunter, Fernsehserie, 1 Folge)
- 2006: Die Queen (The Queen)
- 2007: Hitman – Jeder stirbt alleine (Hitman)
- 2008: Transporter 3
- 2012: Omamamia